# Giuseppe Cattaneo
Giuseppe Cattaneo (Rovellasca, 9 febbraio 1946) è un ex calciatore italiano, di ruolo attaccante.

## Biografia
È il padre dell'ostacolista azzurra Micol Cattaneo.

## Carriera
Cresce nelle file della Victor Bianchi di Rovellasca, per poi passare nel Como, con il quale esordisce nel campionato di serie C 1965-1966, conquistando successivamente una promozione in Serie B, torneo al quale partecipa nella stagione 1968-1969, disputando 30 gare con 6 gol. Si trasferisce poi all'Atalanta, sempre nel campionato cadetto, giocando 21 partite, durante le quali mette a segno 5 reti.
Nella successiva stagione 1970-1971 viene prelevato dai bergamaschi per approdare al Napoli, in Serie A; con i partenopei non disputa nemmeno una gara di campionato.
Passa quindi al Cesena, dove gioca 16 gare con un gol all'attivo, prima di tornare nuovamente al Como, con la cui maglia colleziona altre 19 presenze segnando 2 reti (sempre in Serie B).
Conclude la carriera in Svizzera, al Chiasso..
In carriera ha totalizzato complessivamente 86 presenze e 14 reti in Serie B, oltre a 35 presenze e 6 reti fra Lega Nazionale A e Lega Nazionale B.

## Palmarès

### Club

#### Competizioni nazionali
- Serie C: 1

Como: 1967-1968